# Namirea johnlyonsi
Namirea johnlyonsi is een spinnensoort uit de familie Dipluridae. De soort komt voor in Queensland.